# Montecchio Vesponi
Montecchio Vesponi è una frazione del comune di Castiglion Fiorentino, in provincia di Arezzo. Posta 4 km a sud del capoluogo comunale, sorge su un colle all'ingresso della Valle di Chio, a 364 m s.l.m. e consta di 1 200 abitanti. Già sede comunale, fu annesso come frazione di Castiglion Fiorentino nel 1774, in seguito alla riforma amministrativa ordinata dal Granduca di Toscana Leopoldo II d'Asburgo-Lorena.

## Storia
I primi insediamenti sul colle di Montecchio risalgono all'epoca etrusco-romana e forse qui sorgeva un santuario pagano. Intorno al IX secolo vi sorse il castello, che in origine fu feudo dei Marchiones e con interessi dell'Abbazia di Farneta. Le mura, dai merli guelfi, presentano ancor oggi al loro interno i segni delle abitazioni contadine e, tra gli oliveti circostanti, sorgono i resti di alcune casupole del "Borgo", nei secoli passati abitate da poveri agricoltori in epoca medievale.

## Luoghi di interesse
- Castello di Montecchio Vesponi

## Galleria d'immagini varie

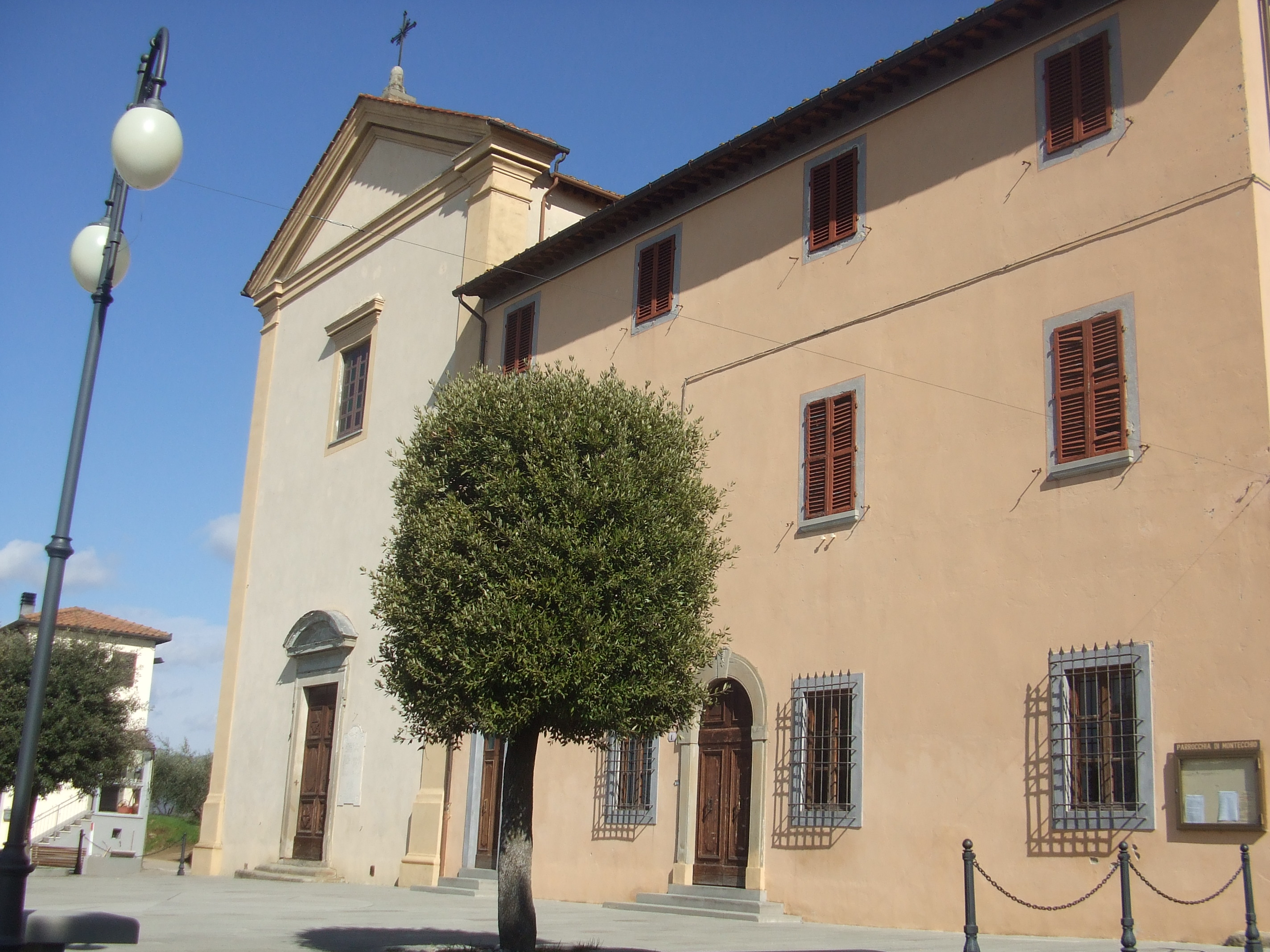
La chiesa di Montecchio nel villaggio omonimo
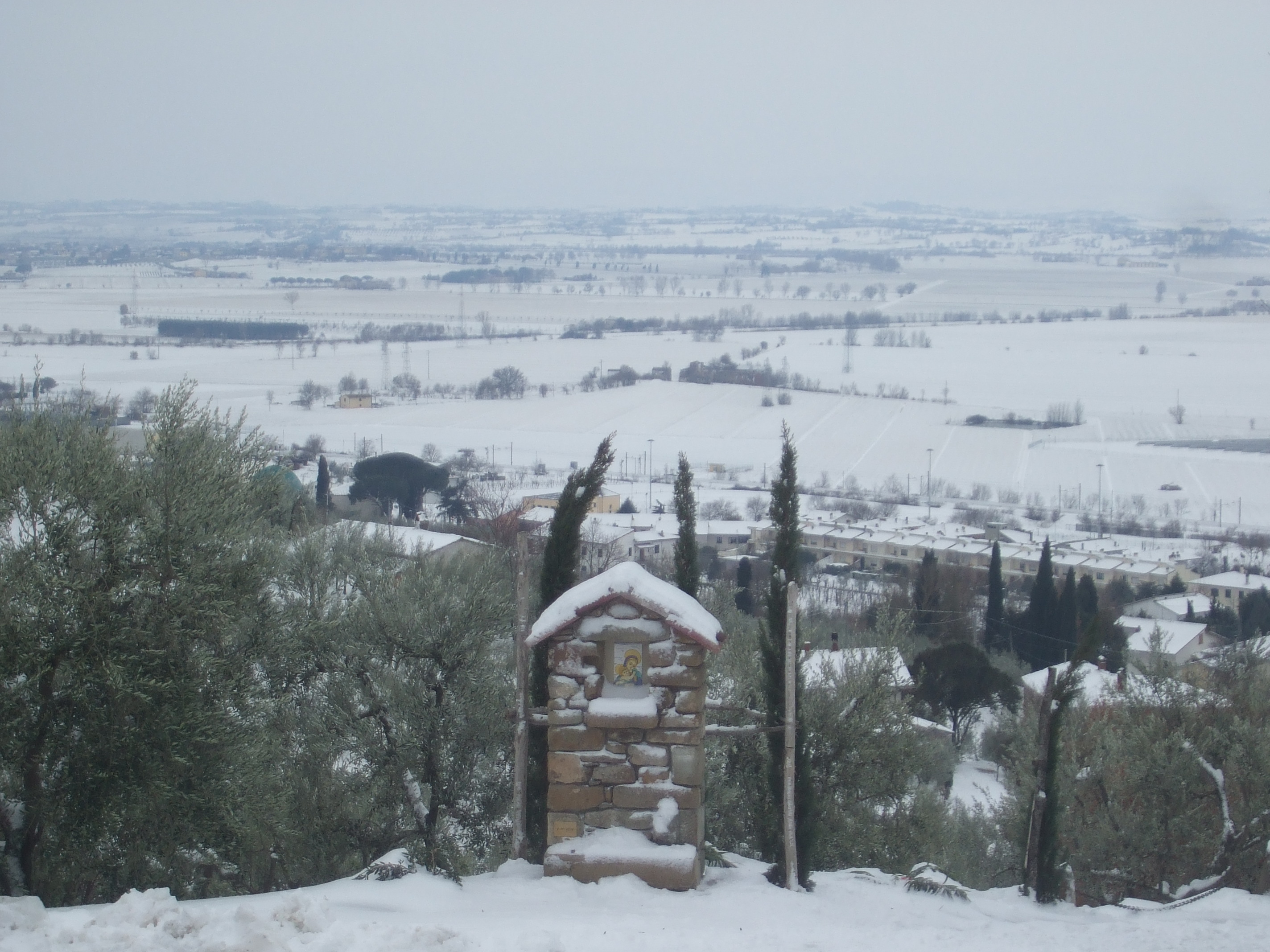
Val di Chiana vista dal castello
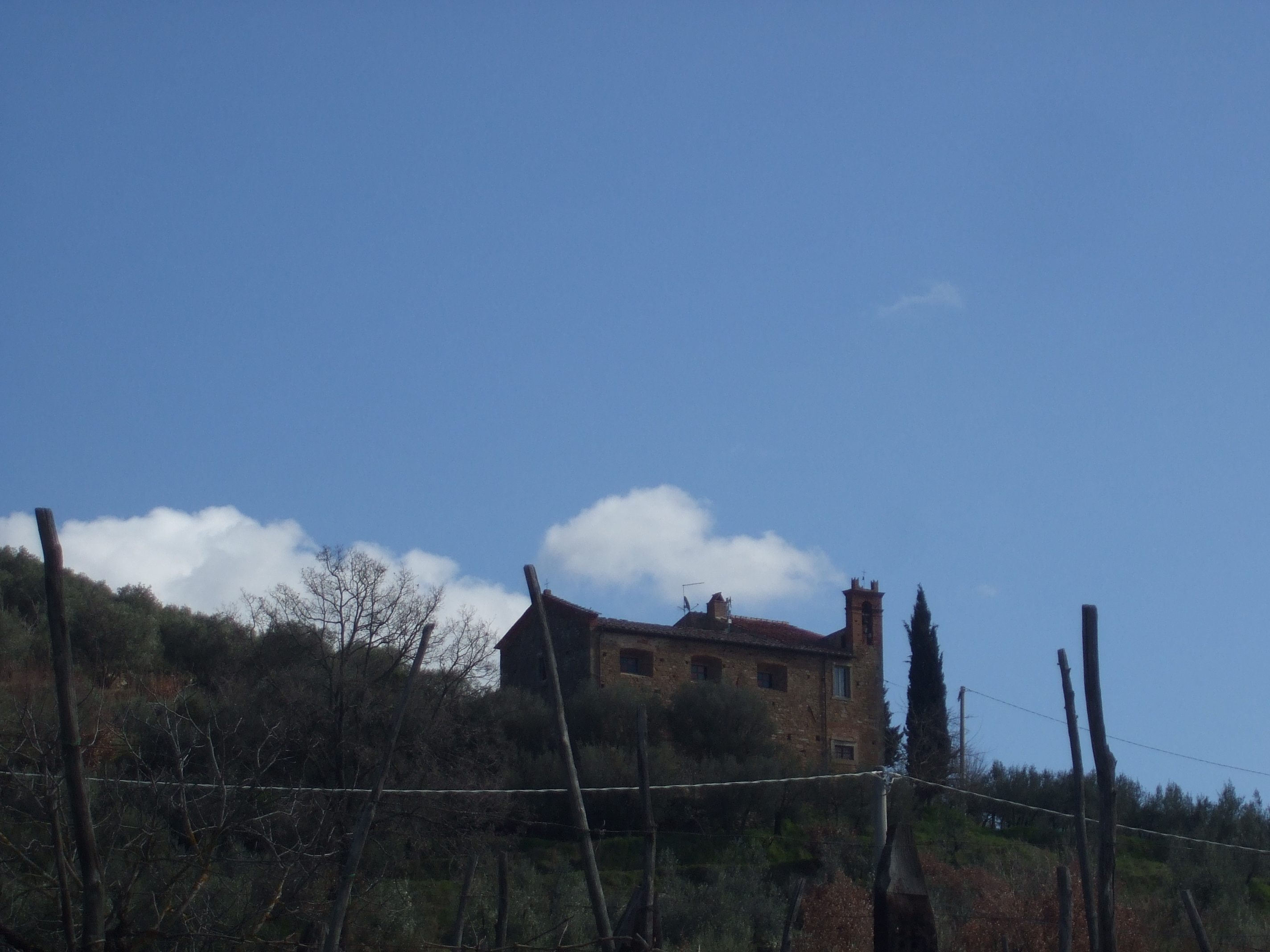
La Madonna di Riccardi
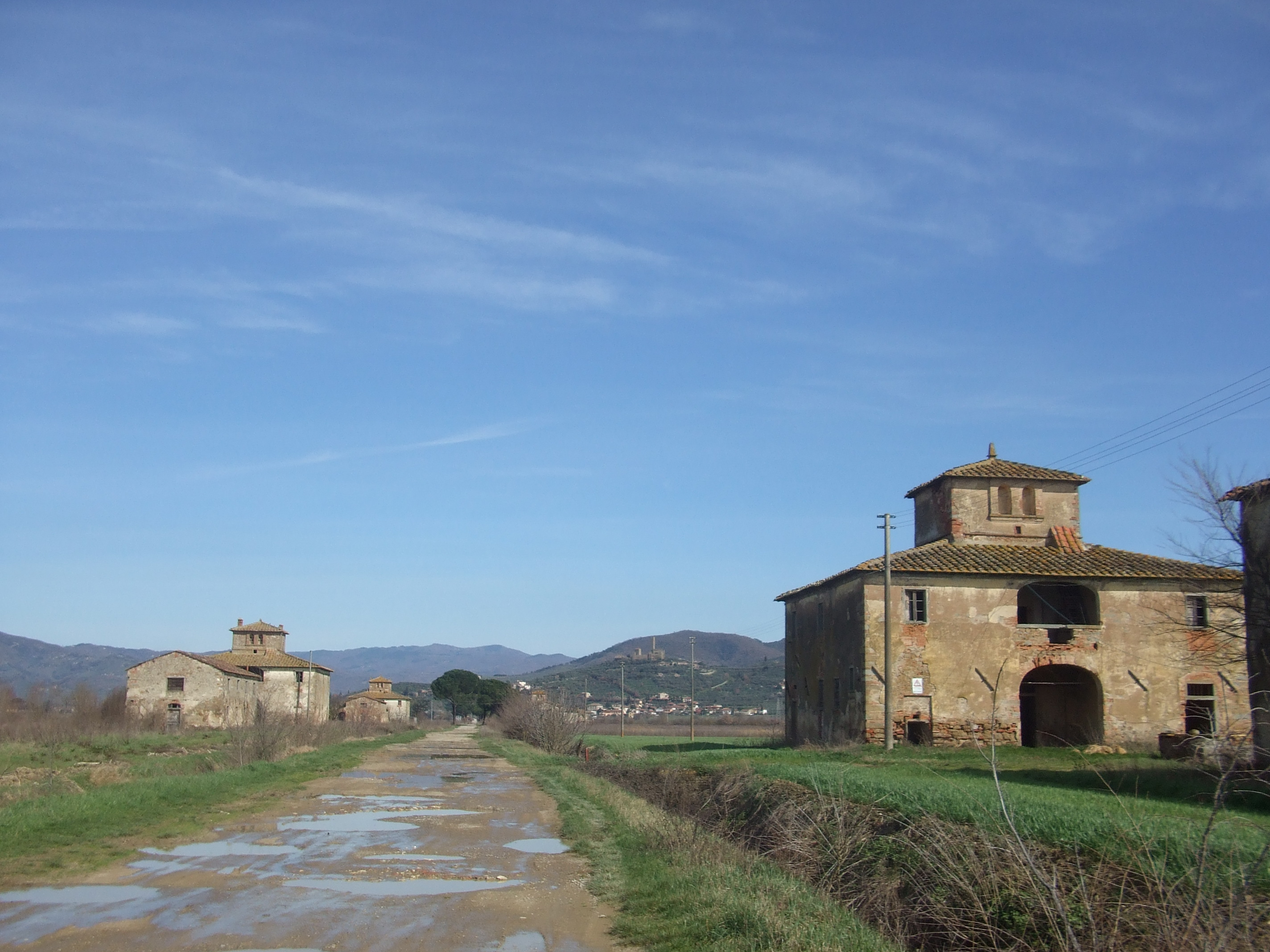
Leopoldine lungo lo stradone di Montecchio